# Хозяйка острова Ро
Де́спина Ахладио́ти (греч. Δέσποινα Αχλαδιώτη; 1890, Кастеллоризо, Вилайет островов Эгейского моря, Османская империя — 13 мая 1982, Кастеллоризо, Додеканес, Греция), известная также как Хозяйка о́строва Ро (греч. Κυρά της Ρω) — участница Национального сопротивления в период тройной германо-итало-болгарской оккупации Греции в годы Второй мировой войны. 
Известна тем, что, живя на небольшом безлюдном приграничном с Турцией острове Ро, на протяжении почти сорока лет (1943—1982) каждый день, невзирая, в том числе, на плохие погодные условия, поднимала греческий флаг на рассвете и спускала его на закате, демонстрируя тем самым принадлежность этого острова Греции, хотя формально до 1947 года архипелагом Додеканес, в состав которого входит и Ро, владела Италия. 
За своё непоколебимое мужество получила прозвище «Хозяйка острова Ро» и до настоящего времени является для греков символом патриотизма. Её сравнивали с Жанной д'Арк и Боудиккой. Была награждена Парламентом Греции, Афинской академией наук и Греческим военно-морским флотом.

## Биография

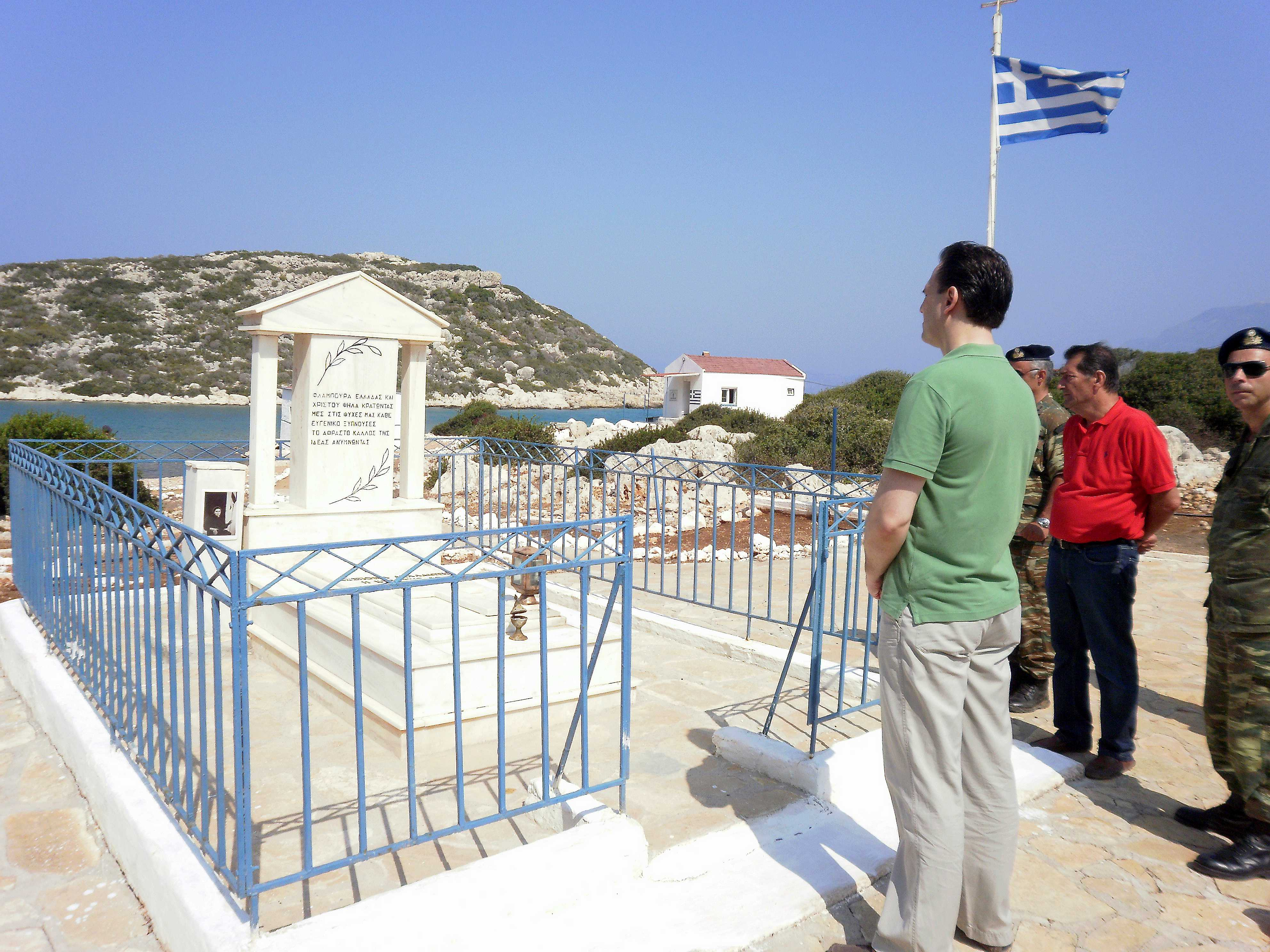
Заместитель министра иностранных дел Греции Димитрис Друцас перед могилой Деспины Ахладиоти во время визита на Ро в августе 2010 года

Родилась в 1890 году на острове Кастеллоризо, который тогда находился в составе вилайета островов Эгейского моря Османской империи.
В 1927 году с мужем Костасом переселилась на соседний с Кастеллоризо небольшой безлюдный остров Ро, где они занялись выращиванием коз и кур.
В 1940 году супруг Деспины Ахладиоти серьёзно заболел. В попытке оказать ему помощь, женщина разожгла костёр, чтобы послать дымовой сигнал жителям Кастеллоризо и проплывавшим мимо рыбакам, но вовремя этого никто не заметил. Тогда она решила самостоятельно доставить его к врачу на лодке, однако по дороге Костас скончался.
Похоронив мужа на Кастеллоризо, вернулась на Ро вместе со своей престарелой слепой матерью, где они жили в годы оккупации Греции. После смерти матери перевезла её тело на Кастеллоризо для погребения.
В 1943 году, в ходе Додеканесской операции, большинство жителей Кастеллоризо по причине его штурма были вынуждены бежать на Кипр и Ближний Восток. Деспина Ахладиоти, которая не покинула Ро, стала каждое утро поднимать греческий флаг и спускать его на закате, а также оказывала помощь членам Священного отряда, которые нашли там убежище.
С окончанием войны Додеканес и прилегающие к архипелагу большие и малые острова перешли к Греции в соответствии с Парижским мирным договором 1947 года.
В августе 1975 года, по причине болезни, Госпожа острова Ро, как стали называть Деспину Ахладиоти, на несколько дней покинула остров. Воспользовавшись её отсутствием, турецкий журналист Омар Качар и двое его сопровождающих высадились на Ро, где на 4-метровом древке закрепили флаг Турции. Вернувшись домой, женщина сразу же спустила его. 1 сентября этого же года турки вновь водрузили своё знамя, на этот раз на соседнем с Ро небольшом острове Стронгили. В этот день к Кастеллоризо причалил противолодочный корабль «Г. Пезопулос», чтобы выразить поддержку Хозяйке острова Ро.
Умерла 13 мая 1982 года в возрасте 92 лет в одной из больниц Родоса. Несмотря на то, что Деспина Ахладиоти не имела статуса ветерана, она была похоронена на острове Ро со всеми воинскими почестями.
В настоящее время на Ро базируется небольшая воинская часть, основной задачей которой является сохранение традиции поднятия греческого флага, которую заложила Деспина Ахладиоти.

## Галерея изображений

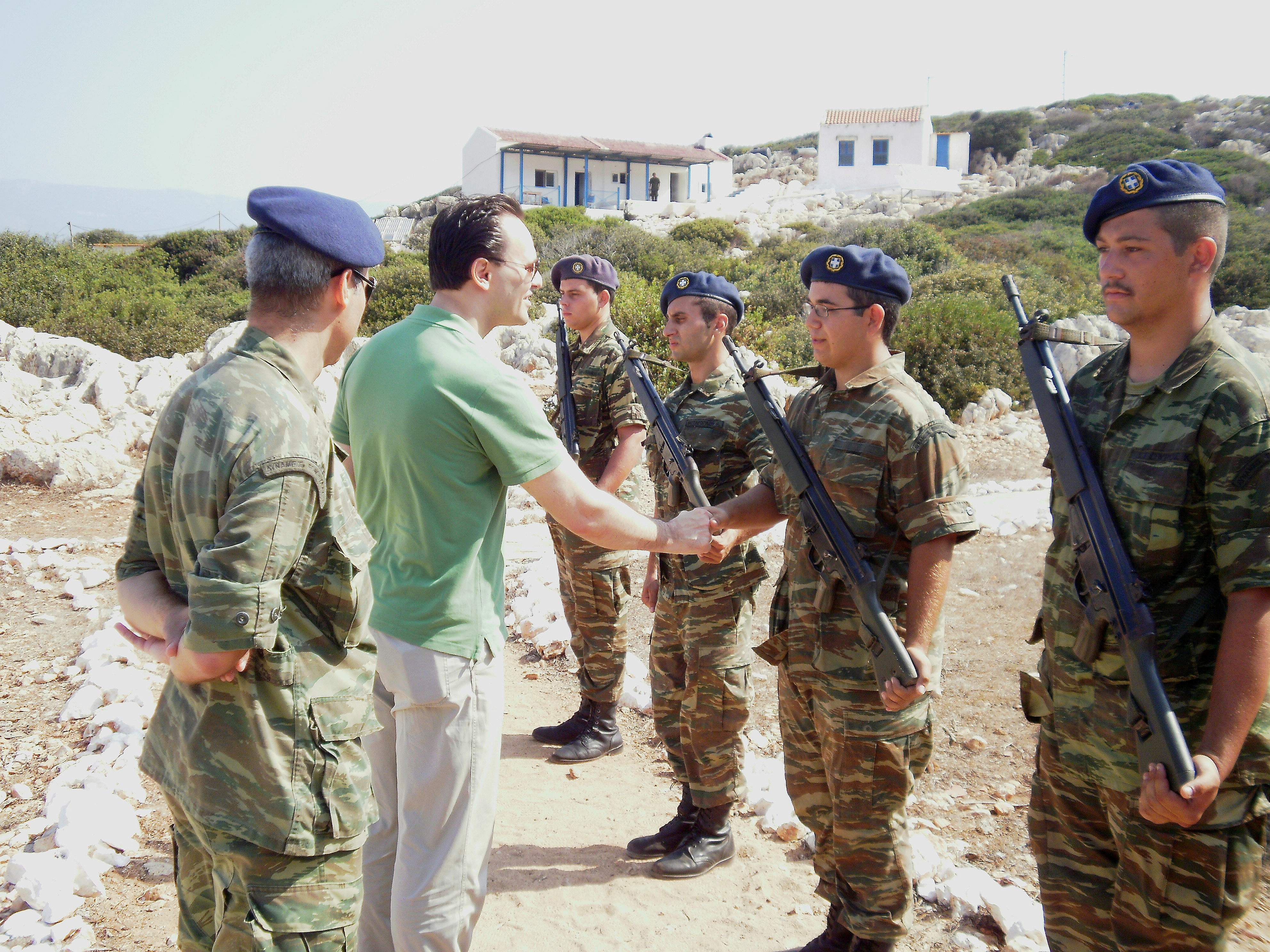
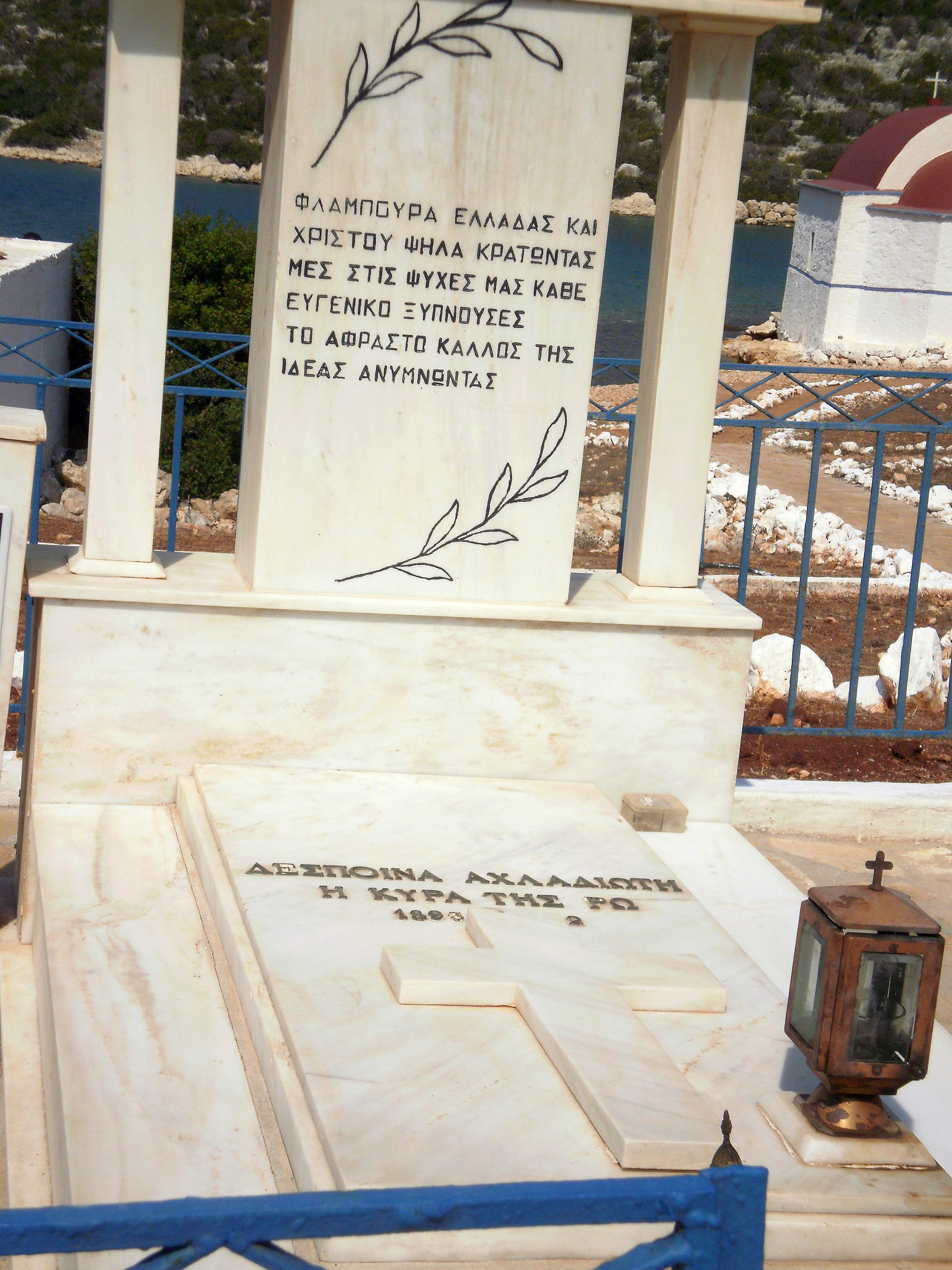
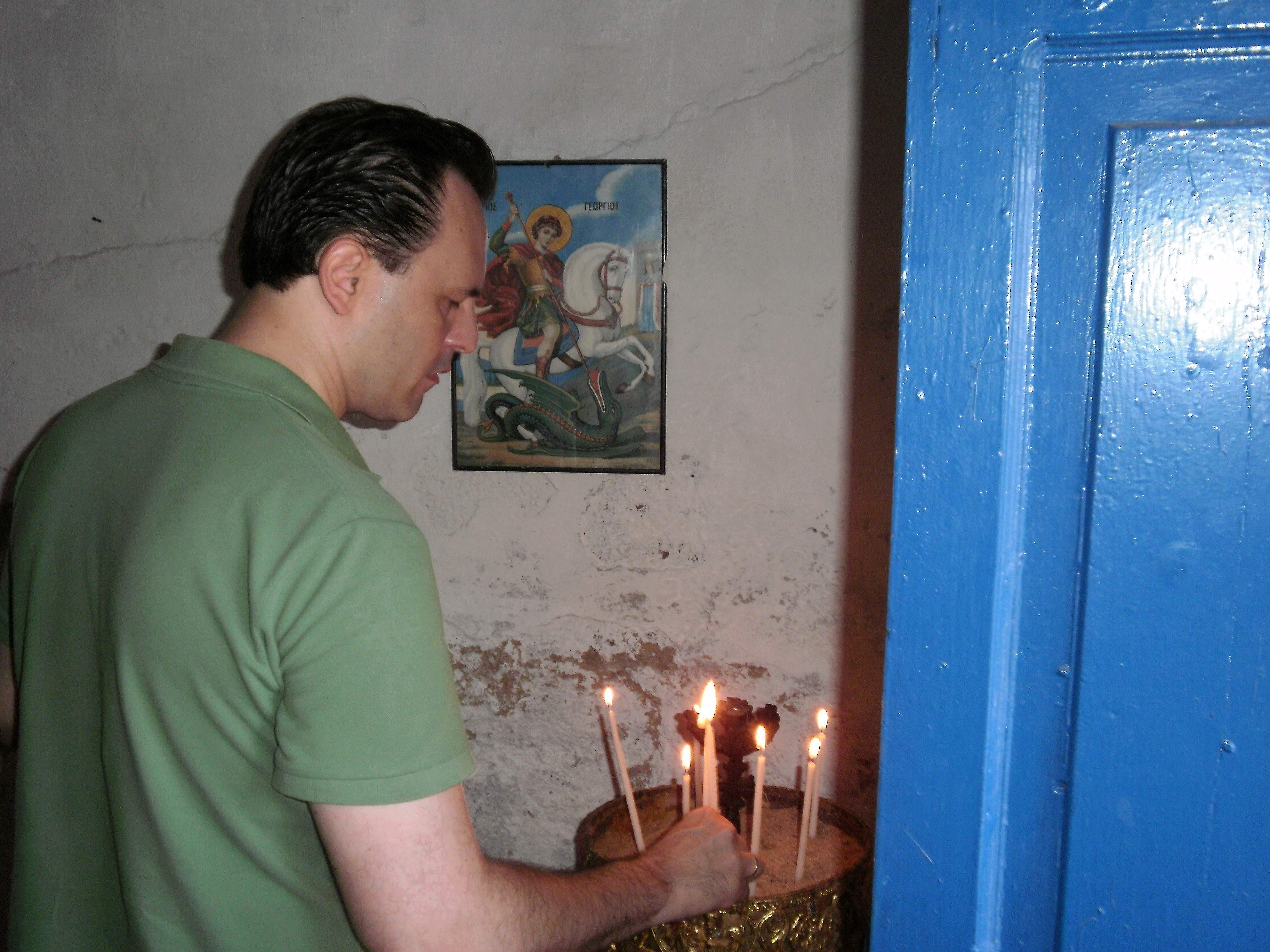